# Leani Ratri Oktila
Leani Ratri Oktila, née le 6 mai 1991 à Bangkinang (Sumatra), est une joueuse de parabadminton indonésienne concourant en SL4 pour les athlètes pouvant se tenir debout avec une déficience au niveau d'un membre inférieur. Elle détient trois titres mondiaux (2017 en double mixte et 2019 en double mixte et en individuel) et deux titres paralympiques (2021 en double mixte et double féminin).

## Carrière
En 2011, elle est victime d'un accident de moto qui lui abîme sa jambe gauche, ce qui fait que celle-ci est maintenant 7cm plus petite que la droite.
Pour ses premiers Jeux en 2021, elle remporte la médaille d'or en double féminin SL4-SU5 avec sa compatriote Khalimatus Sadiyah en battant la paire Chinoise Cheng Hefang / Ma Huihui deux sets à zéro. Le lendemain, elle remporte la médaille d'argent en individuel SL4, battue en finale par la Chinoise Cheng ainsi que l'or en double mixte SL3-SU5 avec Hary Susanto. Elle est l'athlète la plus médaillée en badminton de ces Jeux.

## Palmarès

### Jeux paralympiques

#### En individuel
| Date | Lieu                               | Compétitrice | Score               | Résultats |
| ---- | ---------------------------------- | ------------ | ------------------- | --------- |
| 2021 | Gymnase olympique de Yoyogi, Tokyo | Cheng Hefang | 19-21, 21-17, 16-21 | Argent    |

#### En double
| Date | Lieu                               | Partenaire         | Compétiteurs              | Score        | Résultats |
| ---- | ---------------------------------- | ------------------ | ------------------------- | ------------ | --------- |
| 2021 | Gymnase olympique de Yoyogi, Tokyo | Khalimatus Sadiyah | Cheng Hefang Ma Huihui    | 21-18, 21-12 | Or        |
| 2021 | Gymnase olympique de Yoyogi, Tokyo | Hary Susanto       | Lucas Mazur Faustine Noël | 23-21, 21-17 | Or        |

### Championnats du monde

#### En individuel
| Date | Lieu                      | Concurrent   | Score        | Résultat |
| ---- | ------------------------- | ------------ | ------------ | -------- |
| 2017 | Dongchun Gymnasium, Ulsan | Cheng Hefang | 14-21, 13-21 | Argent   |
| 2019 | Halle Saint-Jacques, Bâle | Cheng Hefang | 21-16, 21-16 | Or       |

#### En double féminin
| Date | Lieu                      | Partenaire         | Concurrent             | Score        | Résultat |
| ---- | ------------------------- | ------------------ | ---------------------- | ------------ | -------- |
| 2017 | Dongchun Gymnasium, Ulsan | Khalimatus Sadiyah | Cheng Hefang Ma Huihui | 12-21, 19-21 | Bronze   |
| 2019 | Halle Saint-Jacques, Bâle | Khalimatus Sadiyah | Cheng Hefang Ma Huihui | 17-21, 12-21 | Argent   |

#### En double mixte
| Date | Lieu                      | Partenaire   | Concurrent                      | Score        | Résultat |
| ---- | ------------------------- | ------------ | ------------------------------- | ------------ | -------- |
| 2017 | Dongchun Gymnasium, Ulsan | Hary Susanto | Yang Jianyuan Yang Qiuxia       | 21-14, 21-14 | Or       |
| 2019 | Halle Saint-Jacques, Bâle | Hary Susanto | Jann Niklas Pott Katrin Seibert | 21-4, 21-11  | Or       |